# Karin Schneuwly
Karin Schneuwly (* 17. Dezember 1969 in Zürich) ist eine Schweizer Schriftstellerin, Verlagslektorin, Übersetzerin und Korrektorin.

## Leben und Wirken
Karin Schneuwly ist die Tochter von Arnold Schneuwly aus Freiburg im Üechtland und Hedwig Rada aus Poschiavo. Sie wuchs mit drei Geschwistern in Wollishofen auf. Mit achtzehn Jahren zog sie nach Genf und arbeitete als Buchhändlerin. 1989 zog sie zurück nach Zürich und begann 1990 an der Universität Zürich Germanistik im Hauptfach, Philosophie und vergleichende Literaturwissenschaften zu studieren. 1991 absolvierte Schneuwly ein Semester an der Universität Frankfurt am Main beim Philosophen Jürgen Habermas. 1993 studierte sie parallel an der École des hautes études en sciences sociales in Paris Philosophie, Kunstgeschichte und Französisch. Während des Studiums betätigte sie eine Anstellung als Bibliothekarin in der Zentralbibliothek Zürich. 1997 schloss Schneuwly ihr Studium an der Universität Zürich mit einer Lizentiatsarbeit über Robert Musil ab.
Danach arbeitete sie ein Jahr als Cheflektorin im Passagen Verlag in Wien. Zurück in Zürich übernahm sie für zwei Jahre die Presseleitung beim Unions- und Limmatverlag. Es folgte eine Promotionsanstellung bei Frenetic Films und ein Jahr später eine Anstellung als Cheflektorin bei Lars Müller Publisher in Baden. Zwischen 1997 und 2002 transkribierte Karin Schneuwly im Auftrag des Wallstein Verlages die Tagebücher von Thea Sternheim und übersetzte aus dem Französischen. 2002 übernahm Schneuwly die Co-Leitung im Literaturhaus Zürich als Programm- und Projektverantwortliche. Seit 2010 ist sie freischaffende Texterin, Lektorin und Korrektorin. 2017 debütierte Schneuwly mit ihrem Roman Glück besteht aus Buchstaben. Karin Schneuwly lebt mit ihrem Partner Felix Studinka und Sohn in Zürich.

## Rezeption
«Vom ersten Satz an wird klar, dass es der Erzählerin weder um Glück noch um Entspannung und schon gar nicht um Weltflucht, sondern vielmehr um Erkenntnis geht.» So urteilte Viceversa Literatur.

## Auszeichnungen
- 2019: Lesepreis des Kantons Zürich, Fachstelle Kultur.
- 2019: Werkbeitrag des Kantons Zürich, für das Manuskript ihres Kurzgeschichtenbandes die fette Frau.[4]

## Werke

### Romane
- Glück besteht aus Buchstaben. Roman. Nagel & Kimche, Zürich 2017, ISBN 978-3-312-01041-7.

### Erzählungen
- Wein und Zeit. Erzählungen. Dörlemann Verlag, Zürich 2020, ISBN 978-3-03820-082-6.